# Довжек (заповідне урочище)
До́вжек — заповідне урочище в Україні. Розташоване в межах Лубенського району Полтавської області, на північний захід від села Глибока Долина.
Площа 76 га. Статус присвоєно згідно з рішенням облвиконкому від 17.04.1992 року № 74. Перебуває у віданні ДП «Лубенський лісгосп» (Хорольське л-во, кв. 12, 13).
Статус присвоєно для збереження лісового масиву з насадженнями клена, липи, дуба, рідше берези. Ліс зростає на схилах і днищі балки.